# Karlovy Vary-Aréna (železniční zastávka)
Karlovy Vary-Aréna je železniční zastávka na jednokolejné železniční trati Karlovy Vary – Mariánské Lázně. Příprava realizace sice započala v roce 2017, avšak vlastní stavba se realizovala ve druhé polovině roku 2020. První vlaky na ní začaly stavět se zahájením provozu podle jízdního řádu 2020/2021, tj. od 13. prosince 2020. Zastávku využijí například návštěvníci sportovního areálu v karlovarské čtvrti Tuhnice, jehož součástí je též KV Arena. Využívat ji mohou rovněž návštěvníci komplexu Svět záchranářů.
Nástupiště zastávky má délku 100 metrů a jeho výška měřeno od temene kolejnice činí 550 milimetrů. Výstavba zastávky si vyžádala finanční náklady v objemu 19 milionů korun českých.